# Zojirushi Corporation

Företagets logotyp

Zojirushi Corporation är ett japanskt företag grundat 1918. De är mest kända för att tillverka termosar. De tillverkar även olika mindre köksmaskiner som till exempel kaffekokare, kaffebryggare eller olika former av vattenkokare och liknande. Som logotyp brukar de ha en elefant. Tidigare brukade ibland deras produkter vara märkta Elephant istället för Zojirushi.